# Saltendorf an der Naab
Saltendorf an der Naab ist ein Kirchdorf im Oberpfälzer Landkreis Schwandorf. Der Ort liegt am linken Ufer der Naab unmittelbar am südwestlichen Stadtrand von Teublitz, dessen Ortsteil Saltendorf seit 1978 ist. In Saltendorf leben etwa 980 Einwohner.

## Geschichte
Der Ort wird urkundlich erstmals im Jahr 1168 im Zusammenhang mit einer Wallfahrt des Pfalzgrafen Friedrich erwähnt. Seit 1368 ist Saltendorf als Wallfahrtsstätte dokumentiert.
Die politische Gemeinde Saltendorf a. d. Naab entstand 1818 mit dem Zweiten Gemeindeedikt. 1963 wurde der Gemeindeteil Wölland in die Stadt Burglengenfeld eingegliedert. Am 1. Januar 1972 folgte der Gemeindeteil Augustenhof. Am 6. September 1972 wurde der bisherige Gemeindename Saltendorf um den Zusatz an der Naab (offiziell: a. d. Naab) ergänzt. Im Zuge der kommunalen Neuordnung in Bayern verlor Saltendorf a. d. Naab am 1. Mai 1978 seine politische Selbständigkeit und wurde in die Stadt Teublitz eingemeindet.

## Sehenswürdigkeiten
Das Ortsbild wird geprägt vom barocken Turm der Wallfahrtskirche Mariä Heimsuchung mit einer Höhe von 26,5 m.

## Verkehr
Saltendorf liegt an der Bahnstrecke Haidhof–Burglengenfeld. Hier verkehren allerdings nur Güterzüge. Außerdem befindet sich Saltendorf an der B 15.